# Cathédrale de la Dormition de Sofia
Pour les articles homonymes, voir Cathédrale de la Dormition.
La cathédrale de la Dormition (en bulgare : Катедрала Успение Богородично), aussi appelée la cathédrale de l'Assomption de la Bienheureuse Vierge Marie, est un édifice religieux catholique située à Sofia, capitale de la Bulgarie.
La construction de la cathédrale s'est achevée en 1924.
De rite byzantin bulgare, elle est l'église-mère de l'Église grecque-catholique bulgare, constituée de l'exarchat apostolique de Sofia (en) jusqu’en 2019 où elle devient une éparchie.

## Historique
La construction de cette cathédrale est décidée afin de répondre aux besoins religieux des catholiques de rite oriental à Sofia. La construction a été possible grâce aux efforts de Mgr Vikenti Peev, et l'évêque du diocèse de Sofia et de Plovdiv et avec le soutien financier personnel des dons envoyés par les papes Benoît XV et Pie XI.
La première pierre est posée le 17 septembre 1922. L'église est conçue par l'architecte Heinrich et est la première église en béton de Sofia. L'église est achevée le 27 août 1924 dans ce qui était alors la périphérie de la ville.
En 2002, la cathédrale a été visitée par le pape Jean-Paul II lors de son voyage apostolique en Bulgarie.

## Aspects religieux
De rite byzantin bulgare, cette cathédrale est l'église-mère de l'Église grecque-catholique bulgare, constituée de l'exarchat apostolique de Sofia (en) jusqu'en 2019 où elle devient une éparchie.